# 每日電影獎
每日電影獎（日语：毎日映画コンクール）於1946年設立，為日本歷史最悠久的獎項之一，由每日新聞社和體育日本主辦，對象為前一年的12月1日到該年的11月30日公開上映的影片。每年一月揭曉結果，二月中旬舉行頒獎儀式。第65屆由神奈川電視台現場直播頒獎典禮；翌年（第66屆）的直播部分為開幕儀式，正式典禮為錄影播出。

## 評選方式
第一階段：由約共80位影評人及電影線記者投票產出入圍者。
第二階段：由不同於第一階段之評審進行評選，並經討論後進行投票，最高票者為獲獎者。最佳作品獎評審5位、演員個人獎7位、技術獎項11位。若前兩位最高票者僅差一票，即再進行新的一輪投票。

## 獎項
作品部門
- 日本電影大獎（日语：毎日映画コンクール日本映画大賞）
- 日本優秀電影（日语：毎日映画コンクール日本映画大賞）
- 外國優秀電影獎（日语：毎日映画コンクール外国映画ベストワン賞）

演員部門
- 男主角獎（日语：毎日映画コンクール男優主演賞）
- 女主角獎（日语：毎日映画コンクール女優主演賞）
- 男配角獎（日语：毎日映画コンクール男優助演賞男配角獎）
- 女配角獎（日语：毎日映画コンクール女優助演賞）
- Sponichi Grand Prix 新人獎
  - 各選出一名男女新進演員
- 田中絹代獎

職員部門
- 導演獎
- 劇本獎
- 攝影獎
- 美術獎
- 音樂獎
- 錄音獎
- 技術獎

動畫部門
- 動畫電影獎
- 大藤信郎獎

TSUTAYA電影愛好者獎
- 日本電影愛好者獎
- 外國電影愛好者獎

## 外部連結
- （日語）官方网站
- （英文）IMDb: Mainichi Film Concours （页面存档备份，存于）